# Jasmin Wagner

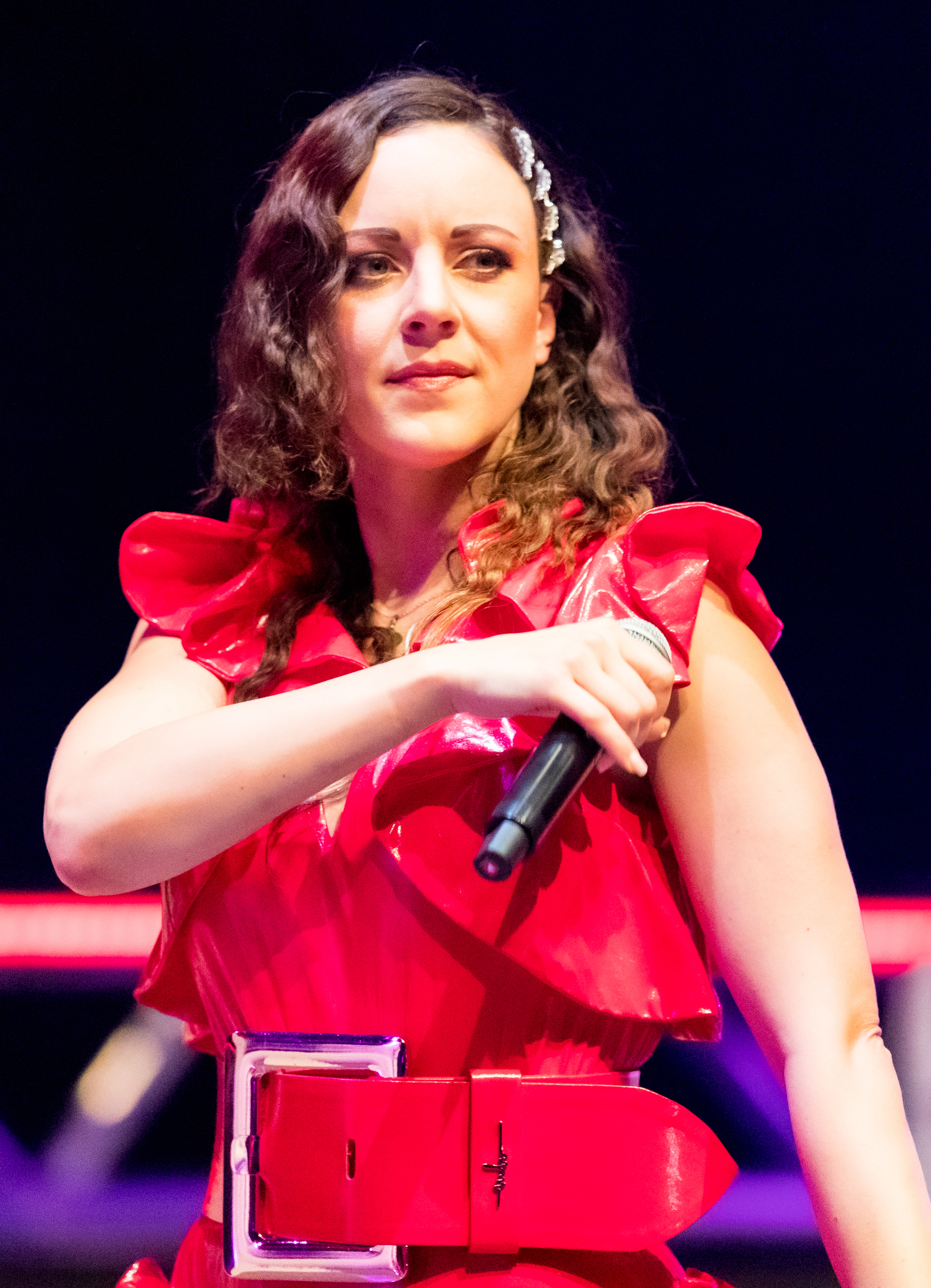
Jasmin Wagner, 2019

Jasmin Wagner (Hamburg, 20 april 1980) is een Duitse zangeres, actrice en presentatrice. Tussen 1995 en 2001 bracht zij onder de artiestennaam Blümchen een aantal albums uit, veelal met Happy hardcoremuziek. In de Duitstalige wereld was zij met haar act een van de succesvollere artiesten van de jaren negentig. Tijdens, en met name na haar muziekcarrière werd zij actief als radio- en tv-presentatrice en actrice. In België en Nederland kreeg haar muziek weinig bekendheid, al scoorde ze bescheiden hitjes met Bicycle Race (met Queen Dance Traxx) en Nur geträumt (een cover van Nena).
In 2000 heeft Wagner, samen met de Zweedse eurodancemuzikant E-Type, de single Es ist nie vorbei uitgebracht, waarop ze zelf in het Duits zingt en E-Type de Engelse vocalen verzorgt.

## Discografie

### Albums
| Jaar                                                                                         | Titel               | Positie | Positie | Positie | Positie | Positie |
| Jaar                                                                                         | Titel               | GER     | AUT     | HUN     | SWE     | SWI     |
| -------------------------------------------------------------------------------------------- | ------------------- | ------- | ------- | ------- | ------- | ------- |
| 1996                                                                                         | Herzfrequenz        | 18      | 14      | 12      | —       | 15      |
| 1997                                                                                         | Verliebt...         | 7       | 11      | 21      | —       | 9       |
| 1998                                                                                         | Jasmin              | 8       | 19      | 29      | 25      | 20      |
| 1999                                                                                         | Live in Berlin      | 57      | —       | —       | —       | —       |
| 2000                                                                                         | Die Welt gehört dir | 18      | —       | —       | 40      | 86      |
| 2000                                                                                         | Für immer und ewig  | 95      | —       | —       | 51      | —       |
| 2006                                                                                         | Die Versuchung      | 98      | —       | —       | —       | —       |
| "—" duidt een album aan dat de hitlijst niet bereikte, of in dit land niet werd uitgebracht. |                     |         |         |         |         |         |

### Singles
| Single met hitnotering(en) in de Vlaamse Ultratop 50 | Datum van verschijnen | Datum van binnenkomst | Hoogste positie | Aantal weken | Opmerkingen          |
| ---------------------------------------------------- | --------------------- | --------------------- | --------------- | ------------ | -------------------- |
| Summer go away                                       | 12-07-2019            |                       |                 |              | met David Hasselhoff |

- Gemeinsame Normdatei: 11955514X
- International Standard Name Identifier: 0000 0000 7862 1676
- Library of Congress Control Number: no2013043993
- MusicBrainz: a5eb91da-12ff-4b8e-88c6-c268c7f3d7e4
- Nationale Bibliotheek van Tsjechië: ola2002149289
- Virtual International Authority File: 15582804
- WorldCat: E39PBJtRPR6WdDdTQ8bb9pWbh3